# Keisuke Kumazawa
Keisuke Kumazawa (japanisch 熊澤 圭祐 Kumazawa Keisuke; * 29. Juni 1989 in der Präfektur Aichi) ist ein ehemaliger japanischer Fußballspieler.

## Karriere
Kumazawa erlernte das Fußballspielen in der Schulmannschaft der Chukyo University Chukyo High School und der Universitätsmannschaft der Chūkyō-Universität. Seinen ersten Vertrag unterschrieb er 2012 bei Gainare Tottori. Der Verein spielte in der zweithöchsten Liga des Landes, der J2 League. Für den Verein absolvierte er sieben Ligaspiele. 2013 wechselte er zu Toyota Shukyu-dan. 2014 wechselte er zu FC Maruyasu Okazaki. Ende 2019 beendete er seine Karriere als Fußballspieler.